# Calicium victorianum
Calicium victorianum је крстолики лишај који се налази на дрвећу и дрвеним материјалима. Има сивкасто бели, готово неприметан талус са танком коре која је обично уроњена и дебљине око 0,2 милиметра. Налази се углавном на јужној хемисфери у југозападној регији Западне Аустралије. и Квинсленд у источној Аустралији  Такође се налази на Новом Зеланду и познат је по једној популацији у Енглеској.